# Mokrzeckia
Mokrzeckia is een geslacht van vliesvleugeligen uit de familie Pteromalidae. De wetenschappelijke naam van dit geslacht is voor het eerst geldig gepubliceerd in 1934 door Mokrzecki.

## Soorten
Het geslacht Mokrzeckia omvat de volgende soorten:
- Mokrzeckia abietis Kamijo, 1982
- Mokrzeckia halidayana (Ratzeburg, 1848)
- Mokrzeckia menzeli Subba Rao, 1981
- Mokrzeckia obscura Graham, 1969
- Mokrzeckia orientalis Subba Rao, 1973
- Mokrzeckia pini (Hartig, 1838)